# Wolfgang Wiegard
Wolfgang Wiegard (* 17. Februar 1946 in Berlin) ist ein deutscher Ökonom und seit Mai 2011 emeritierter Professor für Volkswirtschaftslehre an der Universität Regensburg. Er war Mitglied des Sachverständigenrates zur Begutachtung der gesamtwirtschaftlichen Entwicklung (auch „die fünf Wirtschaftsweisen“ genannt), dessen Vorsitzender er von April 2002 bis März 2005 war.

## Leben
Nach der Diplomprüfung für Volkswirte an der Universität Heidelberg im Jahr 1972 promovierte er im Juni 1977 zum Dr. rer. pol (summa cum laude). Im Dezember 1981 habilitierte er im Fach Volkswirtschaftslehre, worauf im Wintersemester 1982/83 ein Lehrauftrag an der Universität der Bundeswehr in Hamburg folgte. Im Jahre 1984 absolvierte er schließlich einen Forschungsaufenthalt an der University of Western Ontario in London, Ontario.
In den Jahren 1985 bis 1994 hatte er den Lehrstuhl für Volkswirtschaftslehre, insbesondere Finanzwissenschaft, an der Universität Regensburg inne. Seit dieser Zeit ist er auch Vertrauensdozent der Friedrich-Ebert-Stiftung. Im Wintersemester 1988/89 war er Gastprofessor an der Universität Wien, 1989 am Sfb 3, Universität Frankfurt am Main. Zwischen 1989 und 1997 war er zudem Mitherausgeber, von 1997 bis 2001 Herausgeber des FinanzArchiv.
Seit 1990 ist er Mitglied des Wissenschaftlichen Beirats beim Bundesministerium der Finanzen, einen Ruf an die Freie Universität Berlin lehnte er 1991 ab, und von 1994 bis 2002 war er Mitglied (Vorsitzender von 1997 bis 2001) des Wissenschaftlichen Beirats beim Deutschen Institut für Wirtschaftsforschung in Berlin.
In den Jahren 1994 bis 1999 hatte er den Lehrstuhl für Volkswirtschaftslehre I, insbesondere Finanzwissenschaft, an der Universität Tübingen inne, seit 1996 ist er Mitglied des Wissenschaftlichen Council des Center for Economic Studies (CES) in München.
Von 1997 bis 2002 war er Mitglied des Erweiterten Vorstands des Vereins für Socialpolitik, bis 1999 Mitglied des Ausschusses Wirtschaftswissenschaften des Beirats für Wissenschafts- und Hochschulfragen des Bayerischen Staatsministers für Unterricht, Kultus, Wissenschaft und Kunst.
Seit 1998 ist er Mitglied des Wissenschaftlichen Beirats des Sozio-oekonomischen Panels (SOEP) Berlin, seit 1998 ist er Mitglied des Wissenschaftlichen Beirats des Fördervereins Ökologische Steuerreform. Ab 1999 hatte er den Lehrstuhl für Volkswirtschaftslehre IV an der Universität Regensburg inne, bis er im Mai 2011 emeritiert wurde.
In den Jahren 2000 bis 2002 war er Vorsitzender des DFG-Fachausschusses Wirtschaftswissenschaften, von 2001 bis zum 28. Februar 2011 war er Mitglied (Vorsitzender 2002 bis 2005) des Sachverständigenrates zur Begutachtung der gesamtwirtschaftlichen Entwicklung, seit 2001 Forschungsprofessor am Deutschen Institut für Wirtschaftsforschung Berlin (DIW Berlin) und seit 2003 Ordentliches Mitglied der Bayerischen Akademie der Wissenschaften – Philosophisch-historische Klasse.
Seit Oktober 2009 ist er zudem Mitglied im „Rat der Immobilienweisen“. Er ist weiterhin assoziiertes Mitglied des IREBS Immobilieninstituts an der Universität Regensburg.
Wolfgang Wiegard ist Mitglied der Sozialdemokratischen Partei Deutschlands (SPD) und der Gewerkschaft Ver.di. Er sieht sich selbst „klar als neoklassischen Ökonom“; so vertritt er zumeist ökonomische Positionen, die der Angebotstheorie zuzurechnen sind. Seine Forschungsinteressen allgemein sind Finanzwissenschaft, Sozialpolitik und Numerische Gleichgewichtsmodelle.

## Sonstiges
Wolfgang Wiegard ist Gitarrist in der Professoren-Band Wise Noise. Sein Sohn Frank Wiegard ist Schauspieler am Badischen Staatstheater Karlsruhe.

## Auszeichnungen
- 2010: Albertus-Magnus-Medaille
- 2016: Bundesverdienstkreuz 1. Klasse

## Veröffentlichungen (Auswahl)
- Optimale Schattenpreise und Produktionsprogramme für öffentliche Unternehmen. Second-Best-Modelle im finanzwirtschaftlichen Staatsbereich (= Finanzwissenschaftliche Schriften, Bd. 8). Lang, Frankfurt/M. 1978, ISBN 3-261-02632-4 (Dissertation Universität Heidelberg).
- (Mitautor): Optimale Finanzpolitik. Ein Lehr- und Arbeitsbuch mit Problemeinführungen, Literaturauszügen und Übungsaufgaben. Fischer, Stuttgart 1981, ISBN 3-437-40103-3.
- (mit Hans Fehr u. Christoph B. Rosenberg): Welfare effects of value-added tax harmonization in Europe. A computable general equilibrium analysis. Springer, Berlin 1995, ISBN 3-540-58826-4.
- (Mitautor): Dual income tax.  A proposal for reforming corporate and personal income tax in Germany (= ZEW economic studies, Bd. 39). Physica-Verlag, Heidelberg 2008, ISBN 978-3-7908-2051-5.